# Cortes de Barcelona (1632)
Las Cortes de Barcelona de 1632 eran la continuación de las habidas en 1626 y no cuentan como tales. Fueron convocadas por el rey Felipe IV y fueron presididas, por delegación, por el cardenal-infante Fernando de Austria. Se inauguraron el 18 de mayo de 1632 y se volvieron a paralizar el 8 de junio de 1632 ante un disentimiento de la ciudad de Barcelona. Las Cortes, prorrogadas el 24 de octubre, nunca fueron clausuradas.
Las anteriores Cortes de 1626 quedaron interrumpidas, sin acuerdo y lejos de aceptar la Unión de Armas propuesta por el conde-duque de Olivares. En aquella ocasión, el error de la Corona fue intentar aprobar su programa con excesiva prisa. Esta vez querían dar el tiempo que fuese necesario para decidir. Sin embargo, el rey, completamente involucrado en diversos frentes, no podía estar presente y delegó la presidencia en su hermano el cardenal-infante Fernando, lugarteniente de Cataluña desde el 3 de mayo de 1632. Los catalanes no estaban de acuerdo con la propuesta, pero un intenso enfrentamiento de Olivares con las ciudades permitió convencer a los diputados. La investudura tuvo lugar el 18 de mayo de 1632 y Felipe IV y Olivares marcharon inmediatamente a Madrid. Además, la decisión de realizar las Cortes en Barcelona le supuso a la ciudad un préstamo de 110 000 libras para los gastos del viaje real al regreso antes de acabar las Cortes, para lo que se ofreció como garantía las rentas de todo el patrimonio real en Cataluña.
Las Cortes de 1626 hahían sido un diálogo para sordos, donde cada parte quería tratar sus temas: el rey con su plan de hombres y dineros para el mantenimiento de la guerra y los diputados quejándose de los abusos y continuados incumplimientos de las constituciones y leyes por parte de los virreyes y de los privilegios de los inquisidores. De hecho, la lista de agravios y disentimientos planteados en aquellas Cortes habrían supuesto un recorte muy importante de los privilegios inquisitoriales, pero finalmente no fueron aplicados debido a la suspensión.
En esta edición, los inquisidores querían evitar que se produjese el recorte y se aliaron con el cardenal-infante para abortar cualquier intento. Sin embargo, situarse en contra de los diputados no facilitaba la discusión de la propuesta de financiación. La situación internacional de España era cada vez más complicada y las finanzas cada vez peores.